# Frontensingel
De Frontensingel is een straat of singel in de Nederlandse stad Maastricht. De huidige naam is pas sinds 1985 in zwang; daarvoor was de straat onderdeel van de Statensingel. De ongeveer 500 meter lange straat aan de rand van het centrum van Maastricht heeft een belangrijke verkeersfunctie als schakel in de singelring, hoewel die functie na het omleggen van het Noorderbrugtracé is afgenomen.

## Naamgeving, ligging en verkeer
De Frontensingel, het Frontenkwartier en het Frontenpark zijn alle genoemd naar de nabij gelegen Hoge en Lage Fronten, de buitenwerken van de vestingwerken van Maastricht.
De straat ligt in het noordwestelijk deel van het Maastrichtse stadscentrum en vormt daar de grens tussen de centrumbuurt Statenkwartier en het Frontenkwartier in Maastricht-Noordwest. De straat loopt min of meer van zuidwest naar noordoost tussen de Statensingel en Fransensingel. Aan de zuidwestzijde ligt het beginpunt bij de T-kruising met de Maagdendries. Het eindpunt ligt bij de kruising met de Boschstraat, de Fransensingel en de Bosscherweg. Daartussen liggen geen zijstraten.
De Frontensingel was vanaf het gereedkomen van de Noorderbrug in 1984 een van de drukste verkeerswegen in Maastricht. Door het verschuiven van de aanlanding van de brug is deze functie sterk afgenomen. De weg bestaat na de herinrichting van 2018-19 uit twee rijbanen gescheiden door een middenberm. Er zijn geen parkeerstroken, maar aan weerszijden van de weg liggen grote Q-park parkeerterreinen (P+W Sphinx en P+W Frontenpark). Ter hoogte van de parkeerterreinen zijn voorsorteerstroken aanwezig. Aan beide zijden van de weg liggen vrijliggende fiets- en voetpaden.

## Geschiedenis
De geschiedenis van het gebied rond de Frontensingel loopt tot eind 19e eeuw parallel met die van de vesting Maastricht. Na de sloop van de vestingwerken werd de straat aangelegd als onderdeel van een rustige singelweg, die door de bouw van twee extra Maasbruggen in de tweede helft van de 20e eeuw transformeerde tot een van de hoofdverkeersstructuren in Maastricht.

### Vestinggordel (tot 1867)
Eind 13e eeuw bleek de eerste middeleeuwse stadsmuur van Maastricht te krap. Door de bouw van een tweede enceinte werden de langs de uitvalswegen ontstane voorsteden binnen de ommuurde stad gebracht. Waarschijnlijk was deze muur pas omstreeks 1500 voltooid. De muur had op de linker Maasoever een hoogte variërend van 6 tot 9 m en een lengte van 4,4 km (inclusief ca. 850 m bestaande muur, voornamelijk langs de Maasoever). In het noordwestelijk deel kwamen twee nieuwe stadspoorten: de Boschpoort en de Lindenkruispoort. De daartussen gelegen muur telde zes waltorens. Bij de vijfde toren vanaf de Lindenkruispoort maakte de muur een knik naar het oosten. Aan de veldzijde lag een gracht, die min of meer het tracé van de Frontensingel volgde. Door het wisselende waterpeil in de Maas viel de gracht regelmatig droog. In de 16e eeuw werden de muurtorens omgebouwd tot rondelen door ze te verlagen en vol te storten met aarde. Bij de hoektoren werd in de 17e eeuw de Boschkat aangelegd, een verhoogd platform aan de stadszijde, waar zwaar geschut kon worden opgesteld. Vlakbij lag een kruithuis. Bij de Lindenkruispoort bevonden zich kazernes.

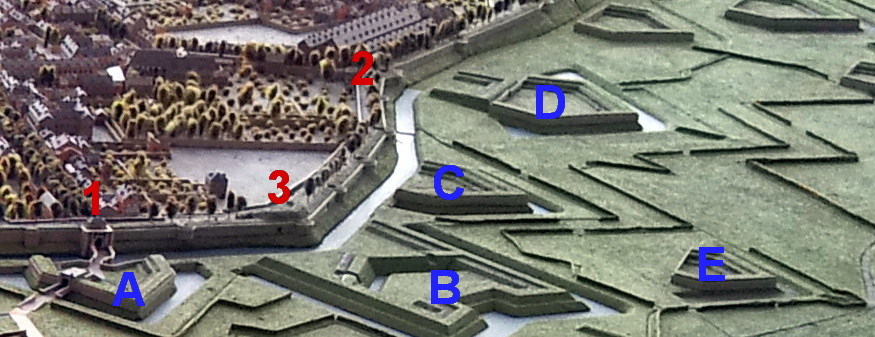
De noordwestelijke vestingwerken op de Maquette van Maastricht (ca. 1750):1 Boschpoort; 2 Lindenkruispoort; 3 Boschkat. Voor A t/m E zie tekst

Na de verovering van Maastricht door Frederik Hendrik werden in dit gebied diverse buitenwerken aangelegd, als eerste het hoornwerk Laag Frankrijk (ook Boschhoornwerk genoemd; B op de kaart hiernaast). Later in de 17e eeuw kwamen daar enkele vrijliggende, bemuurde bastions bij: de ravelijnen voor de Boschpoort en Lindenkruispoort (A, D) en het bastion Tettau (C). Dat deze buitenwerken bij lange na niet voldeden, bleek enkele tientallen jaren later bij het beleg van 1673, toen de stad in minder dan twee weken door Lodewijk XIV van Frankrijk werd ingenomen. De Franse vestingbouwer Vauban stelde diverse verbeteringen voor. Tussen het bastion Tettau en het hoornwerk Laag Frankrijk werd het lunet Le Dauphin (E) gebouwd. De belangrijkste verbetering was de aanleg van het 1100 meter lange Jekerkanaal (1673-78), waardoor het mogelijk werd om water uit het riviertje de Jeker vanuit het zuiden van de stad over te hevelen naar de Bossche Fronten. In de loop van de 18e eeuw werden diverse verbeteringen en uitbreidingen van de Bossche Fronten uitgevoerd, maar door het ontbreken van een totaalplan bleef de verdediging hier gebrekkig. In de Hoge Fronten kwam tussen 1772 en 1776 volgens een integraal plan de Linie van Du Moulin tot stand, die als ondoordringbaar gold. Het was dan ook niet verwonderlijk dat de Fransen bij het beleg van 1793 en dat van 1794 hun aanval inzetten op de Lage Fronten.

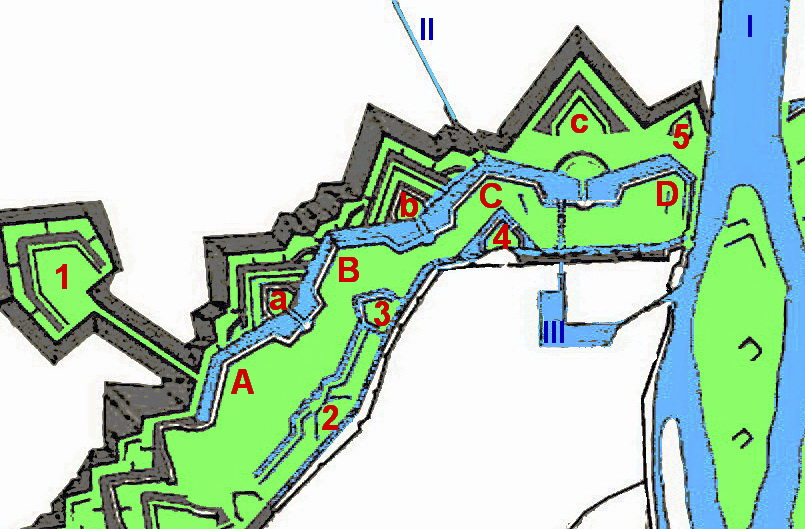
Fort Willem I en de Nieuwe Bossche Fronten (situatie ca. 1825-1867)

Bij de belegeringen van 1793 en 1794 was gebleken dat vooral de Bossche Fronten dringend modernisering behoefden. Na het vertrek van de Fransen werd in 1815 begonnen met de bouw van het Fort Willem I op de oostflank van de Caberg, een jaar later gevolgd door de vrijwel complete vernieuwing van de Bossche Fronten. De bouw van de Nieuwe Bossche Fronten vond in fasen plaats tussen 1816 en 1821. De kosten bedroegen bijna 2,5 miljoen gulden, een enorme investering in die tijd. De Nieuwe Bossche Fronten bestonden uit vier bastions en drie ravelijnen. De bastions werden van west naar oost aangeduid als A, B, C en D; de ravelijnen als a, b en c (zie kaart hiernaast). Zes van de zeven vestingwerken werden voorzien van kazematten: ondergrondse, bomvrije ruimten van waaruit de omliggende grachten konden worden beschoten. Drie bestaande werken, de tenaille voor de Lindenkruispoort, het bastion Tettau en het ravelijn voor de Boschpoort (2, 3 en 4), werden verbouwd en aaneengeschakeld tot een enveloppe. Het complex was geheel omgracht. De grachten waren droog, maar konden met behulp van het Jekerkanaal worden geïnundeerd.

### Singelweg (1867–1980)
Na de opheffing van de vestingstatus in 1867 werd de vesting Maastricht in opdracht van het Ministerie van Oorlog ontmanteld, waarna de gronden werden overgedragen aan de Dienst der Registratie en Domeinen voor verdere sloop en herbestemming. De stadspoorten vielen onder de zeggenschap van het gemeentebestuur. De Boschpoort, de Lindenkruispoort en het daartussen gelegen deel van de walmuur werden tussen 1867 en 1874 afgebroken. Met het puin werd de stadsgracht opgevuld. Al in 1867 kwam de ontmantelingscommissie met een eerste schets voor de uitleg van de stad. De gemeente Maastricht volgde in hetzelfde jaar met een "Project van percees en boulevards". Beide gingen uit van een singel- of  boulevardstructuur rondom de ontmantelde stad, zoals dat door de rijksingenieur F.W. van Gendt voor de meeste voormalige vestingsteden werd voorgesteld. Van Maastrichtse zijde waren achtereenvolgens de stadsarchitecten A. Cuypers, J.H. Nivel en vanaf 1873 W.J. Brender à Brandis verantwoordelijk voor de uitwerking van de plannen. Pas met laatstgenoemde kwam er schot in de plannen. Begonnen werd met het noordwestelijk deel, aangezien daar de belangrijkste industrieën gevestigd waren, die in die tijd in Maastricht het primaat hadden. Tussen 1874 en 1876 kwamen de huidige Statensingel, Frontensingel en Fransensingel tot stand. Ter hoogte van de Frontensingel werden alle kavels aan de stadszijde van de singel verworven door de firma Regout, die er de nog bestaande Mouleurs bouwde. Van het zuidelijk deel van de 'boulevard' werd aanvankelijk slechts een klein deel in het Villapark aangelegd; de aanleg van de Hertogsingel moest tot 1891-93 wachten en het westelijk deel van de Prins Bisschopsingel tot 1920. Omstreeks 1900 werd de Cabergerweg aangelegd.
In het westelijk deel van de Nieuwe Bossche Fronten werd alleen gesloopt als er behoefte aan ruimte bestond, waardoor diverse vestingwerken gespaard bleven. Rond 1875 werd hier de Havenkom aangelegd, waarbij de voormalige vestinggracht bij de bastions A, B en C werd verbreed, uitgediept en ingericht met loskades. De Havenkom stond in verbinding met de Zuid-Willemsvaart en het Bassin. Bastion C en de courtine tussen de bastions B en C werden afgebroken ten behoeve van infrastructuur en industrie, voor de Maastrichtenaren van die tijd een illustratie van de transformatie van militaire naar modern industriële stad. Het Bosscherveld was vanaf die tijd de favoriete vestigingsplaats voor bedrijven. Het tweede goederenstation Boschpoort kwam pas in 1903 tot stand. Tien jaar later nam Van Gend & Loos de expeditie over.

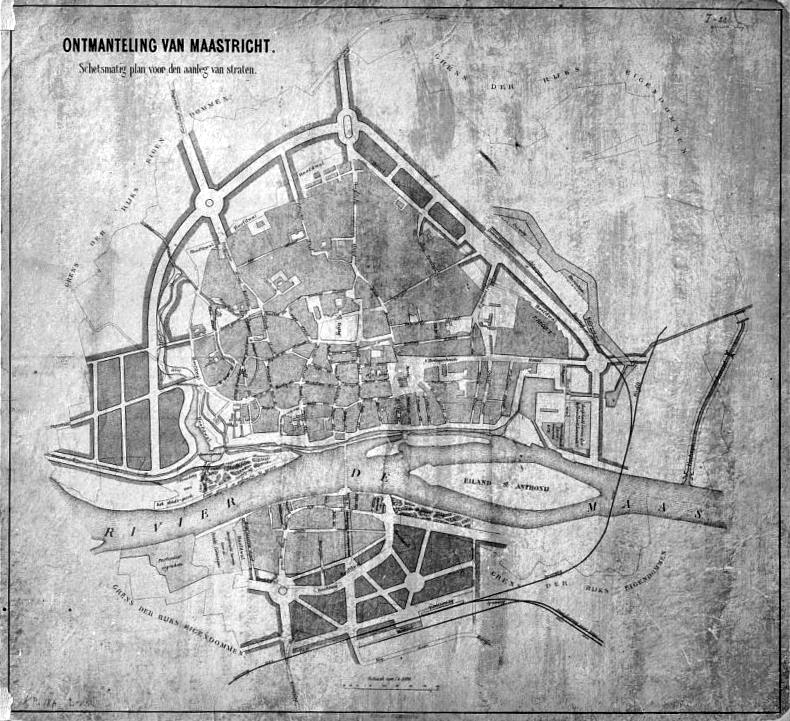
Eerste plannen van F.W. van Gendt, 1872
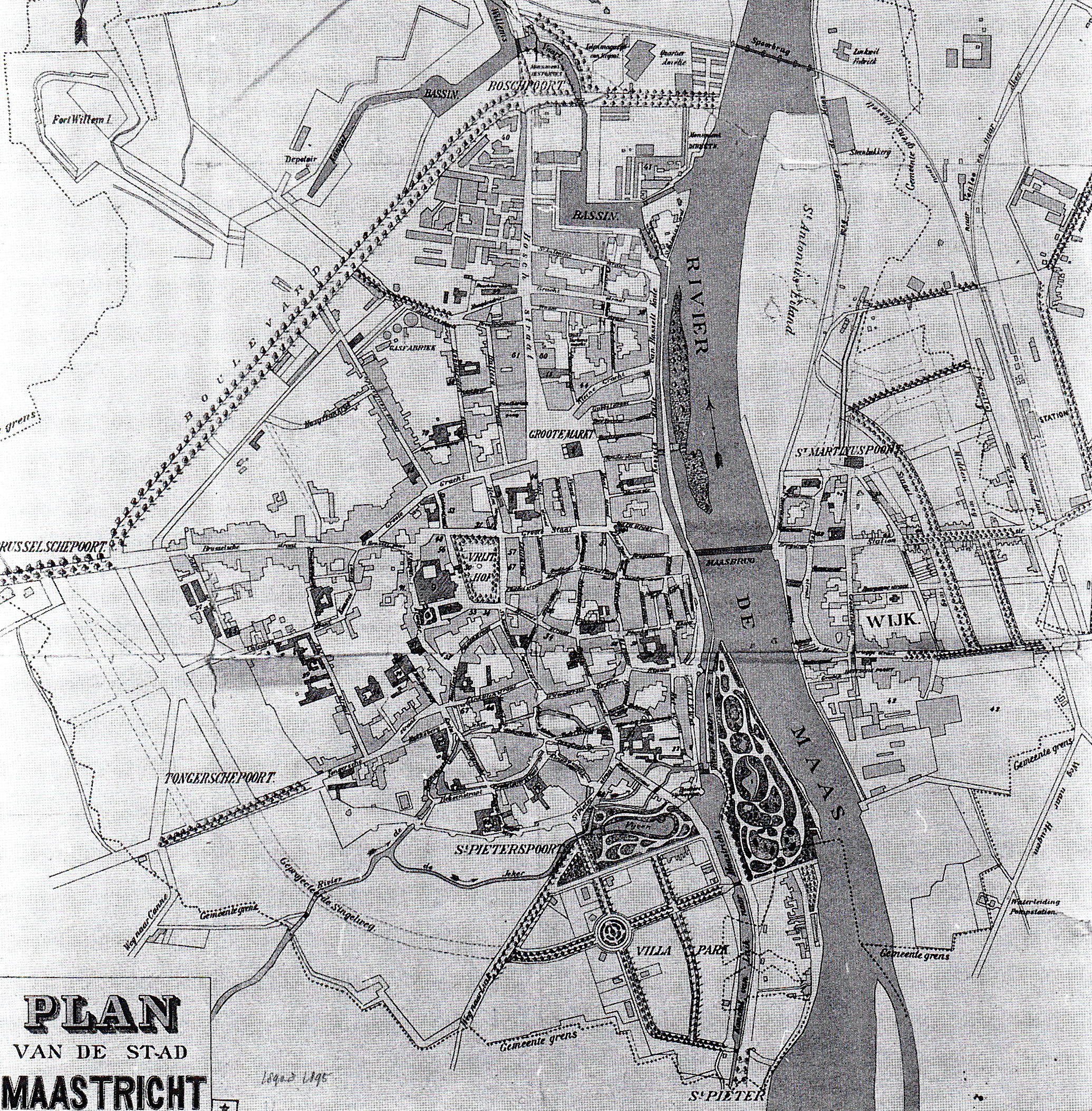
Deels voltooide singelstructuur, ca. 1890-95
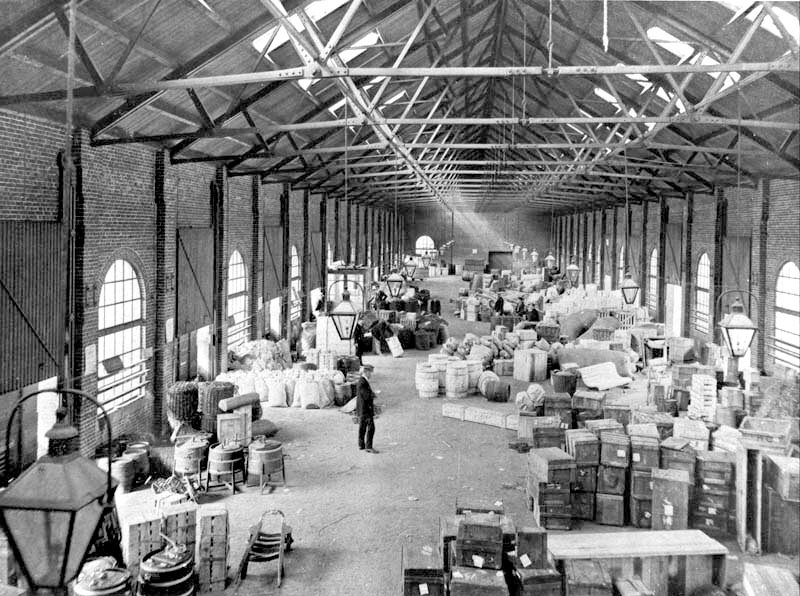
Opslagloods Van Gend & Loos, 1913
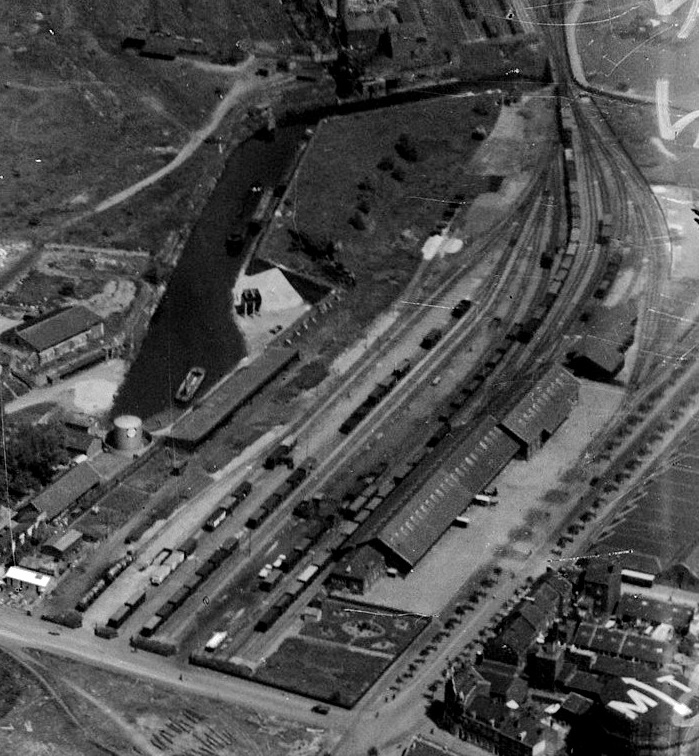
Havenkom en station Boschpoort, 1934

### Van verkeersweg naar parklaan (na 1980)

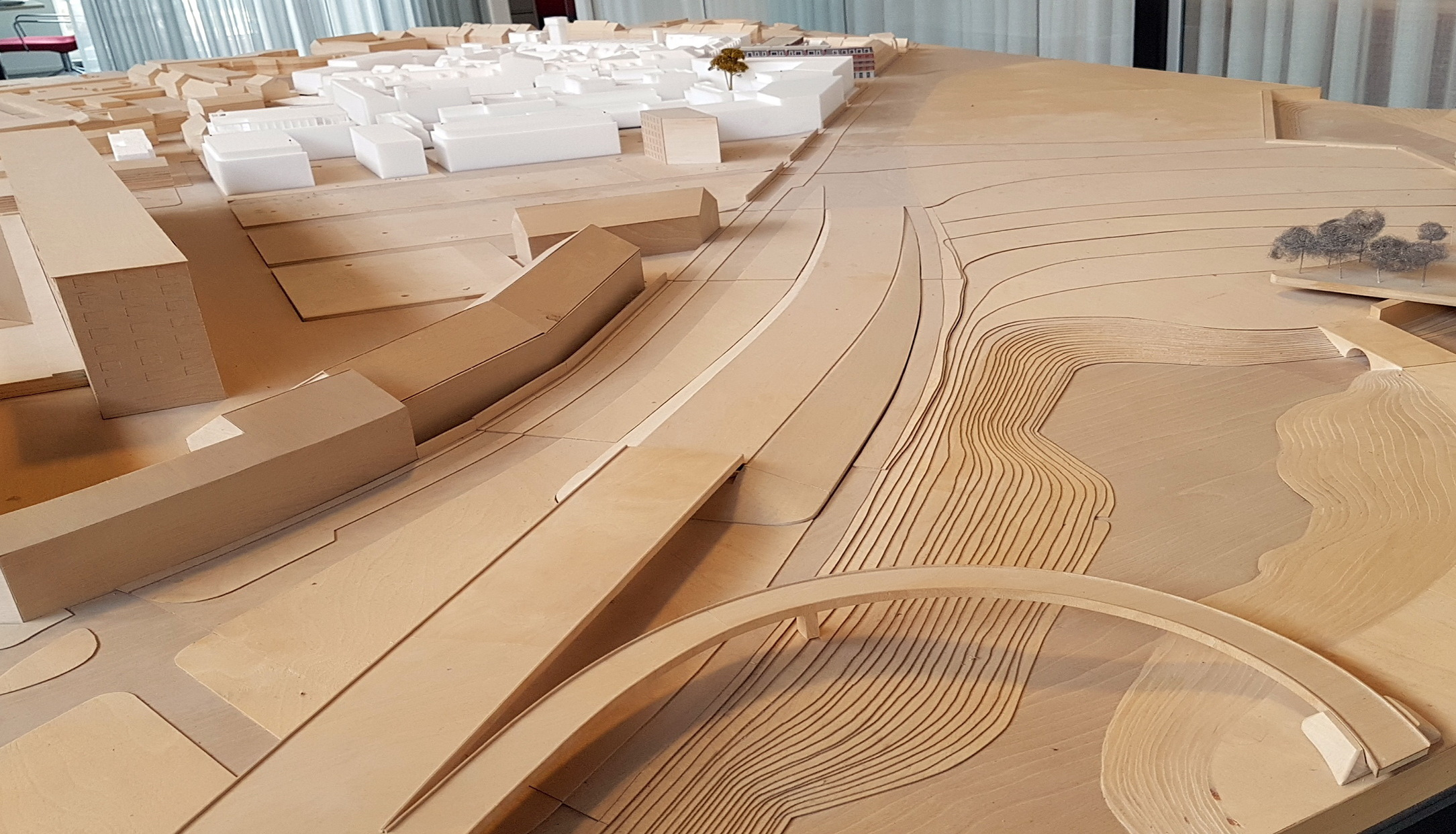
Maquette uit de beginperiode van het Plan Belvédère, ca. 2000. Links het Sphinxkwartier en de Frontensingel; rechts het Frontenpark

Al sinds de jaren 1950 bestond in Maastricht de wens om door de bouw van een noordelijke en zuidelijke brug de ringweg rond het stadscentrum te sluiten. De 'zuiderbrug', de John F. Kennedybrug, kwam in 1968 gereed; voor een noordelijke brug was toen nog geen geld. Van 1981 tot 1984 vond de bouw van de Noorderbrug plaats, die op de westelijke Maasoever aansloot op de Frontensingel. Een jaar later kreeg de aan de nieuwe verkeersstromen aangepaste Frontensingel zijn huidige naam.
Na de bouw van de Koning Willem-Alexandertunnel in Maastricht-Oost was het ook nodig om de verkeersdoorstroming via de Noorderbrug aan te pakken. Besloten werd om de westelijke aanlanding naar het noordwesten op te schuiven. Dit gebeurde in het kader van het Plan Belvédère. De ingreep had grote consequenties voor Maastricht-Noordwest en Maastricht-West, aangezien het circa drie kilometer lange Noorderbrugtracé in zijn geheel werd vervangen door een nieuwe aanlanding met aansluitend wegennet. Sinds 2018 komt de hoofdstroom van het verkeer niet langer op de Frontensingel uit, maar wordt het in een wijde lus om het centrum heen geleid. Door het verkeersluw maken van de Frontensingel en de nieuwe, parkachtige inrichting is een groene stadsstraat ontstaan, die niet langer een barrière vormt tussen het vernieuwde Sphinxkwartier en het eveneens nieuw aangelegde Frontenpark. De oude, somber ogende fabrieksgebouwen van de Sphinx hebben sinds de vestiging van de woon- en lifestylewinkel Loods 5 een opener uitstraling gekregen. Verder naar het zuiden maken braakliggende terreinen geleidelijk plaats voor woningbouw. Aan de overkant van de straat zijn diverse entrees naar het Frontenpark gecreëerd.

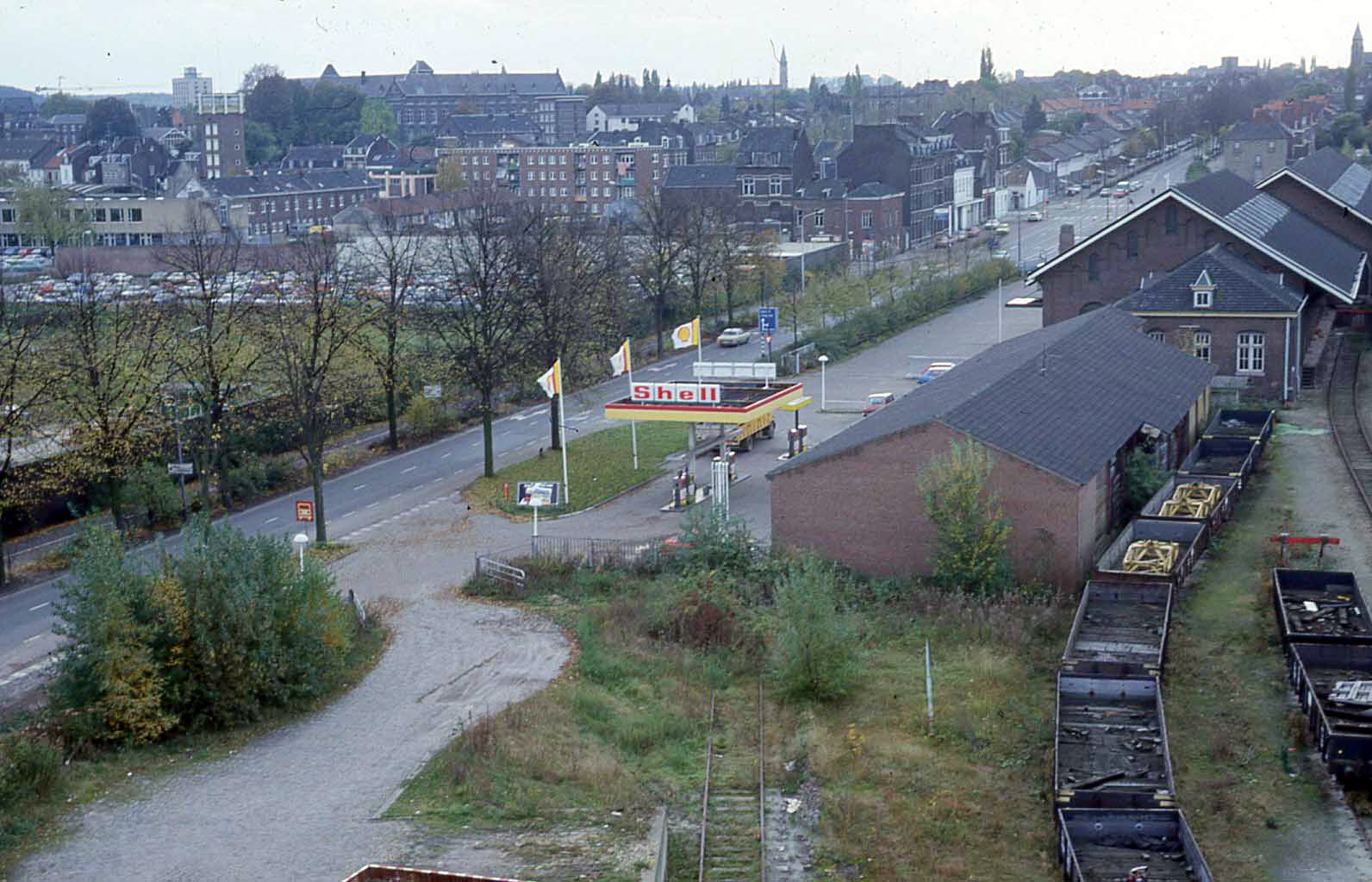
De Frontensingel als onderdeel van de Statensingel, 1981
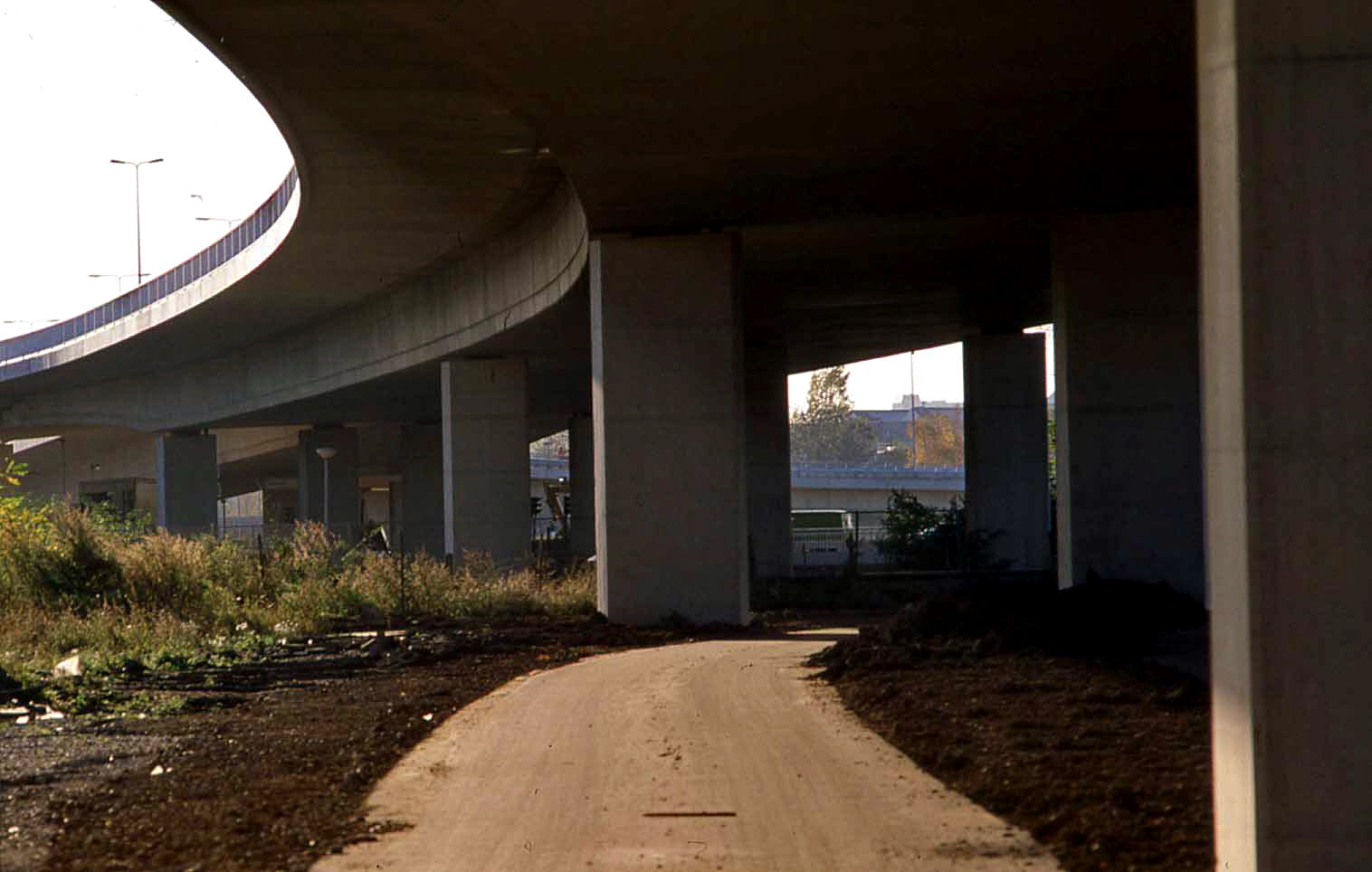
Bouw aanlanding Noorderbrug, 1984
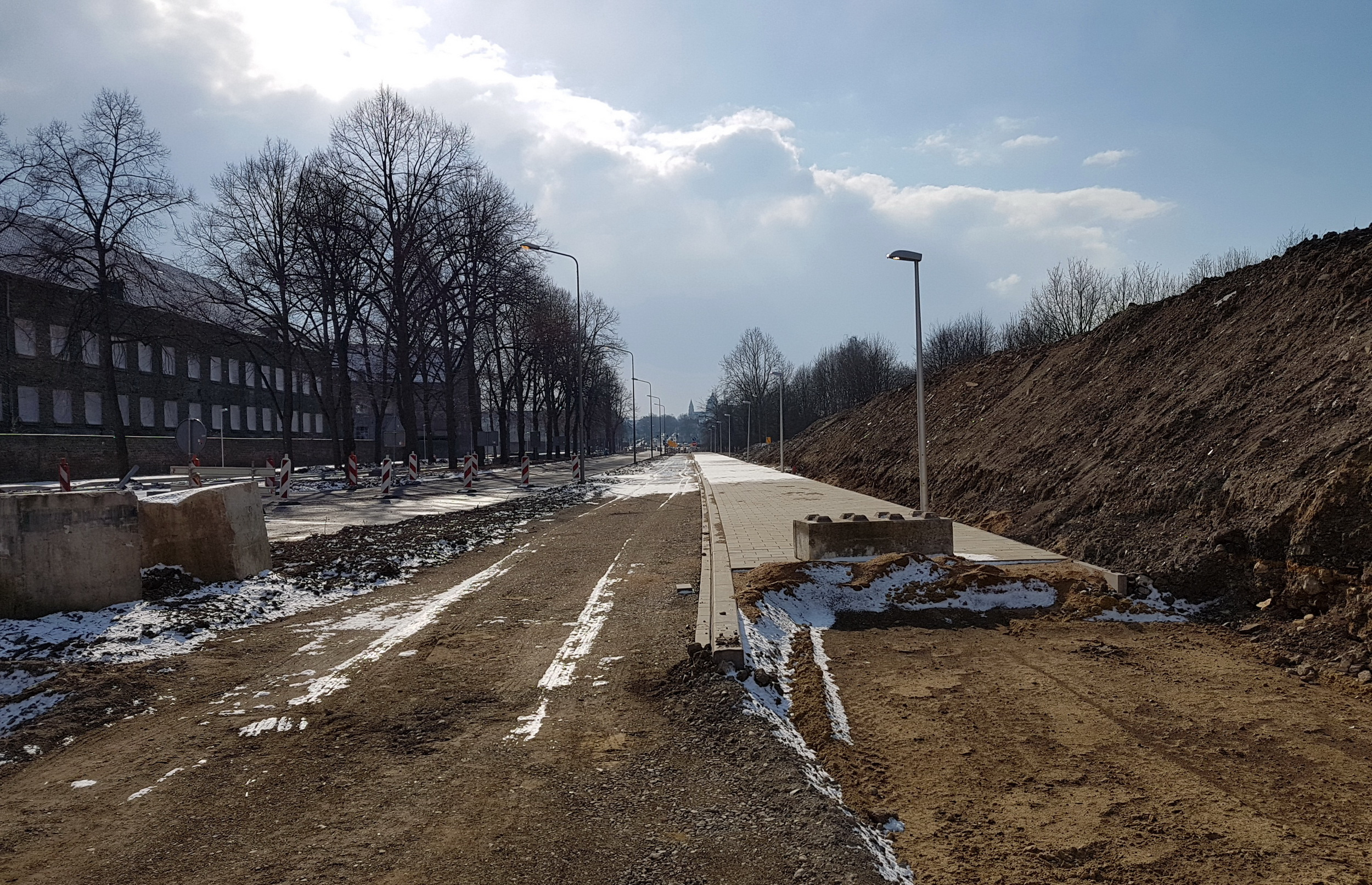
Aanleg nieuwe parklaan, 2018
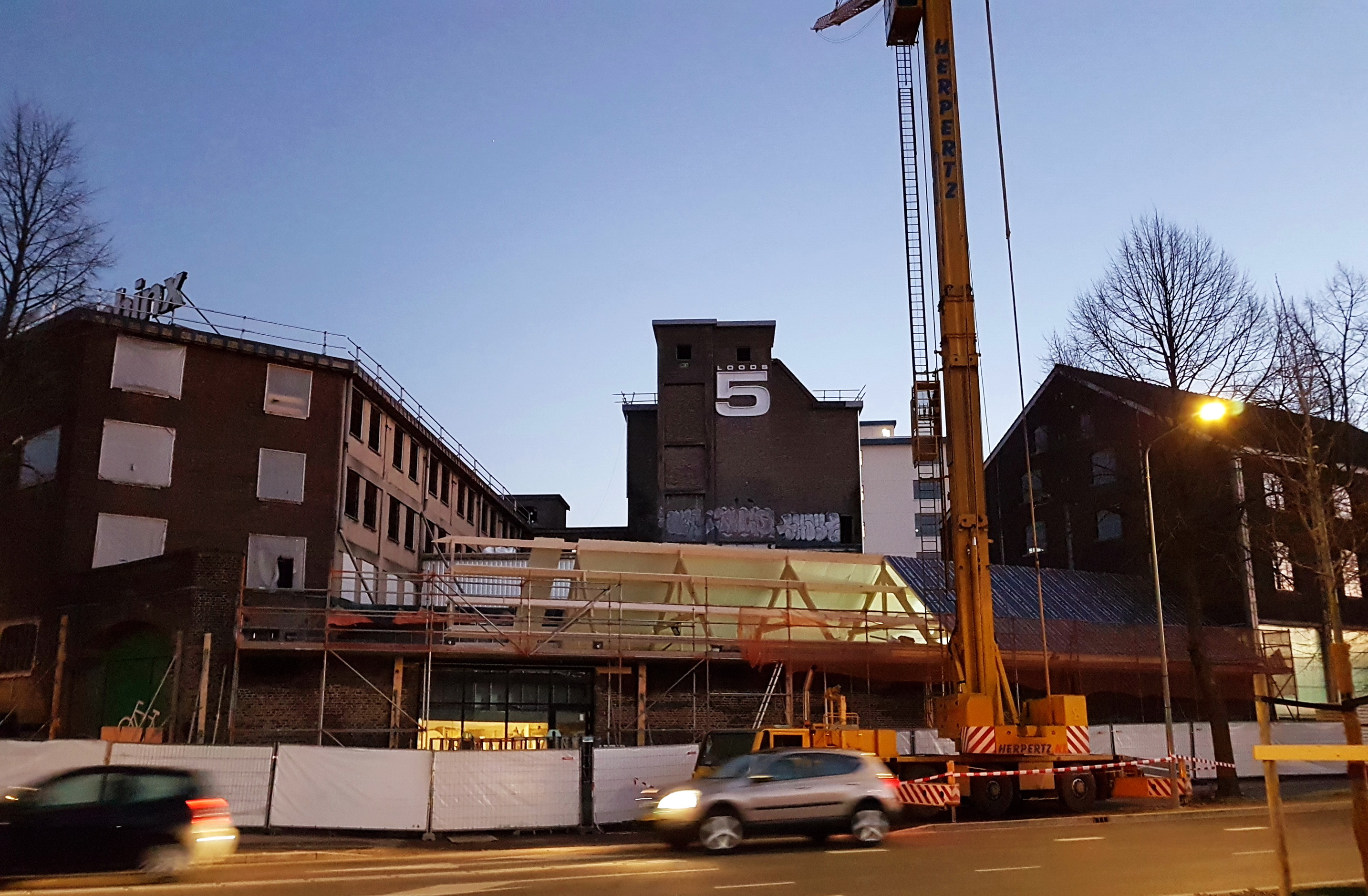
Verbouwing Kop van de Sphinx voor Loods 5, 2019

## Erfgoed

### Westzijde: natuur en cultuurhistorie
De natuurontwikkeling is in het Frontenpark grotendeels spontaan verlopen. Vanaf 2013 is getracht door menselijk ingrijpen enige orde te brengen in dit verborgen en verwilderd stukje Maastricht. In het park groeien algemene en zeldzame plantensoorten op, in en tussen de voormalige verdedigingsmuren, aarden wallen en droge grachten. Ook komen er enkele beschermde diersoorten voor, onder andere muurhagedis, levendbarende hagedis, bruine kikker, hazelworm en wijngaardslak. Verder kunnen er diverse soorten muizen en vleermuizen, vossen, bunzingen, egels en een vijftigtal soorten vogels worden aangetroffen. In het Frontenpark zijn onder andere stapelmuren en schanskorven gebouwd en steen- en takkenhopen opgeworpen om kunstmatige biotopen te creëren voor zowel de muurhagedis als andere soorten, zoals de levendbarende hagedis en de hazelworm. Door het omleggen van het Noorderbrugtracé kwam in 2018 langs de Frontensingel een brede strook grond vrij, die aan het park is toegevoegd.
In het Frontenpark zijn vestingwerken uit het begin van de 19e eeuw bewaard gebleven. De belangrijkste zijn: een deel van het bastion A, het complete bastion B, de courtine tussen bastion A en B, en de kazemat van ravelijn a. Rondom de Havenkom zijn restanten van de overslagactiviteiten te zien. Delen van de loskade, het rangeerterrein, een houten stootblok, twee betonnen laadperrons en een spoorbrug uit 1856 herinneren aan dit verleden. Ten westen van de Havenkom liggen diverse industriële monumenten zoals de Gashouder en de rubberfabriek Radium, beide uit de jaren 1950. Een relict uit het recente verleden is 'de Krul', een restant van de afrit van de Noorderbrug. In 2019 is hier een stalen trap aan toegevoegd, waardoor deze folly dienstdoet als uitzichtplatform. Vlakbij ligt de Frontenpadbrug, eveneens uit 2019, die het Frontenpark vanaf de Frontensingel toegankelijk maakt voor voetgangers en fietsers.
Nabij de Cabergerweg, waar ooit het goederenstation Boschpoort en het Van Gend & Loosterrein lagen, bevindt zich een groot parkeerterrein, waarvan de toegang aan de Frontensingel ligt.

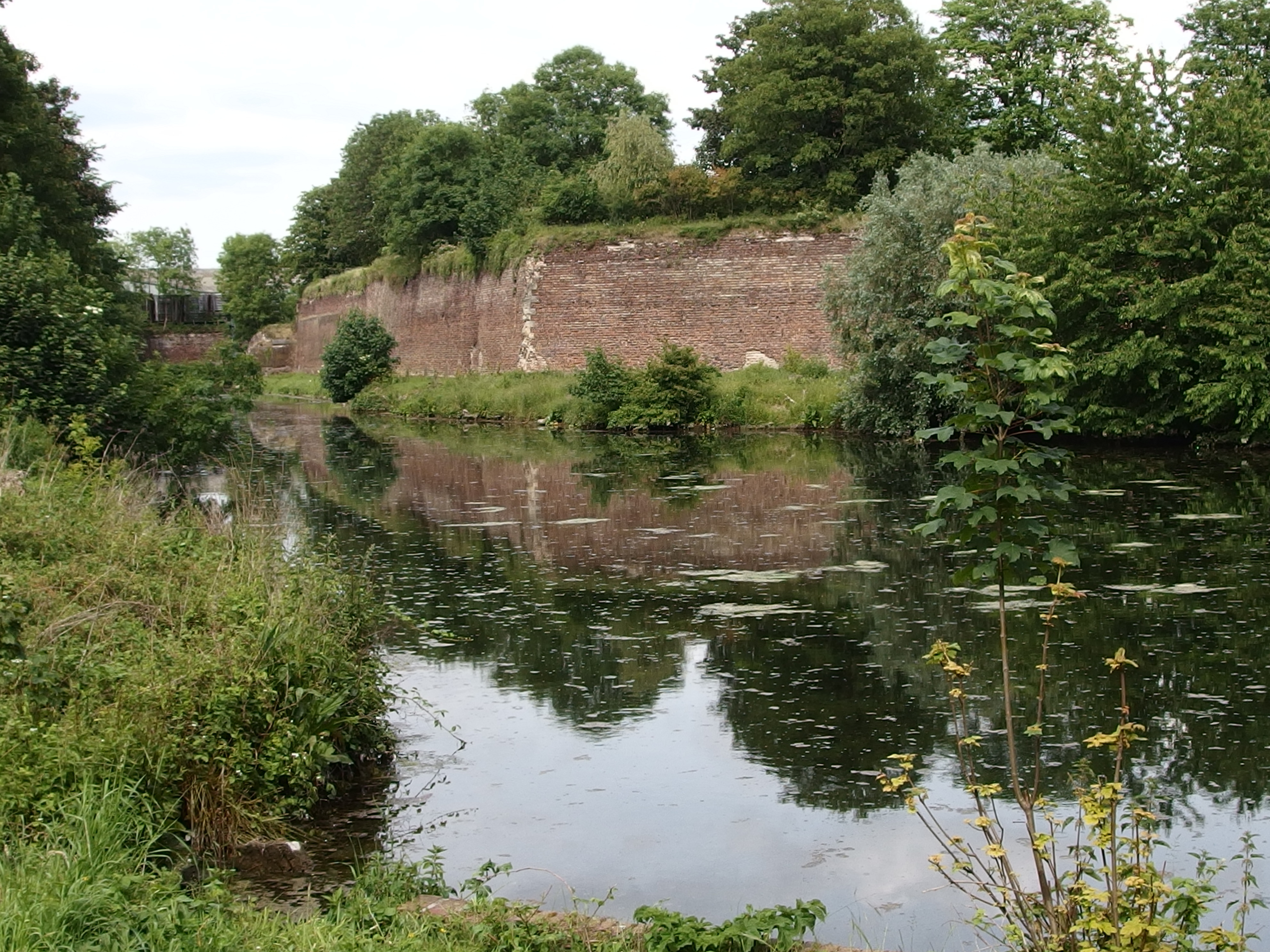
Havenkom en bastion B
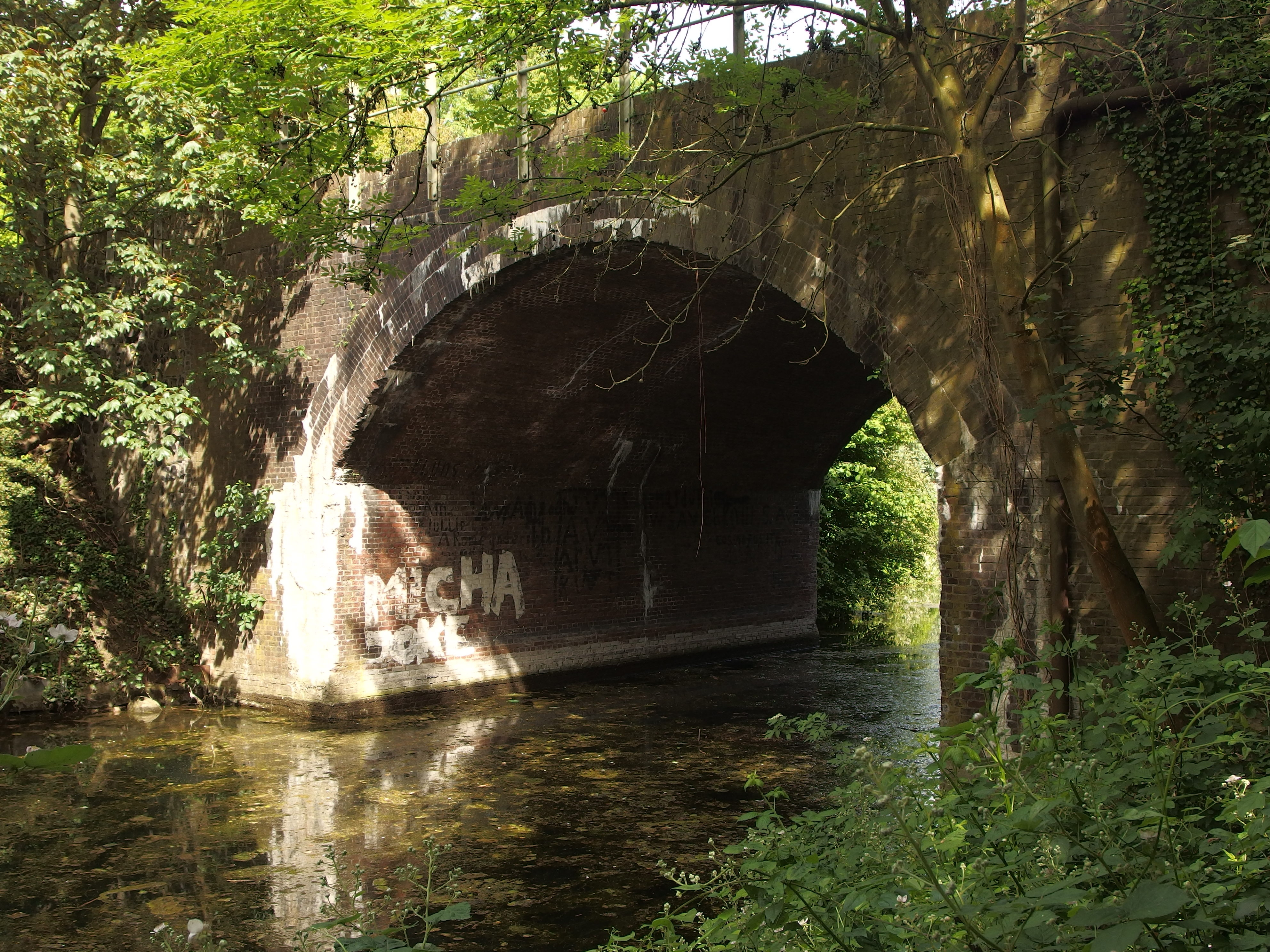
Spoorbrug
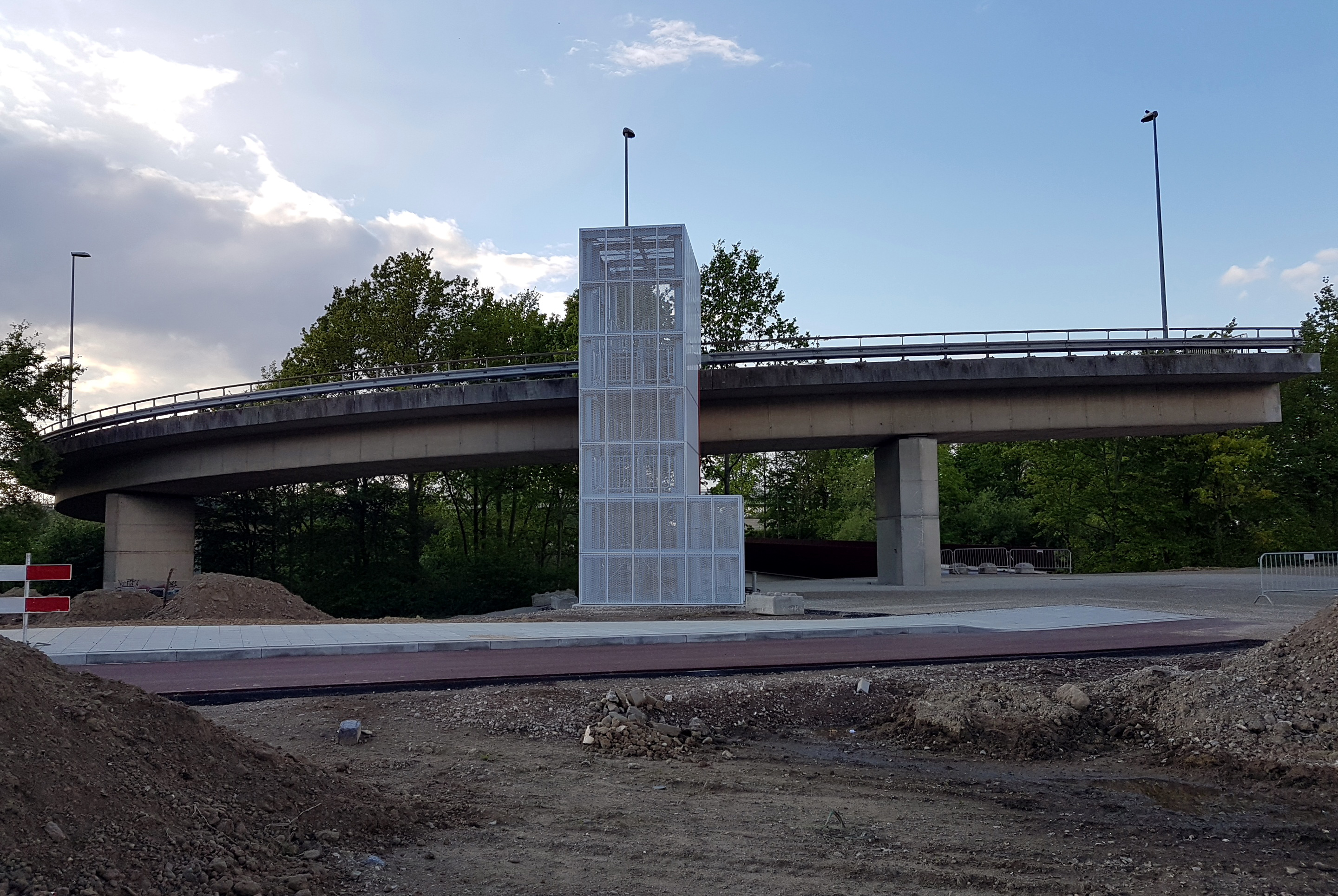
"De krul"
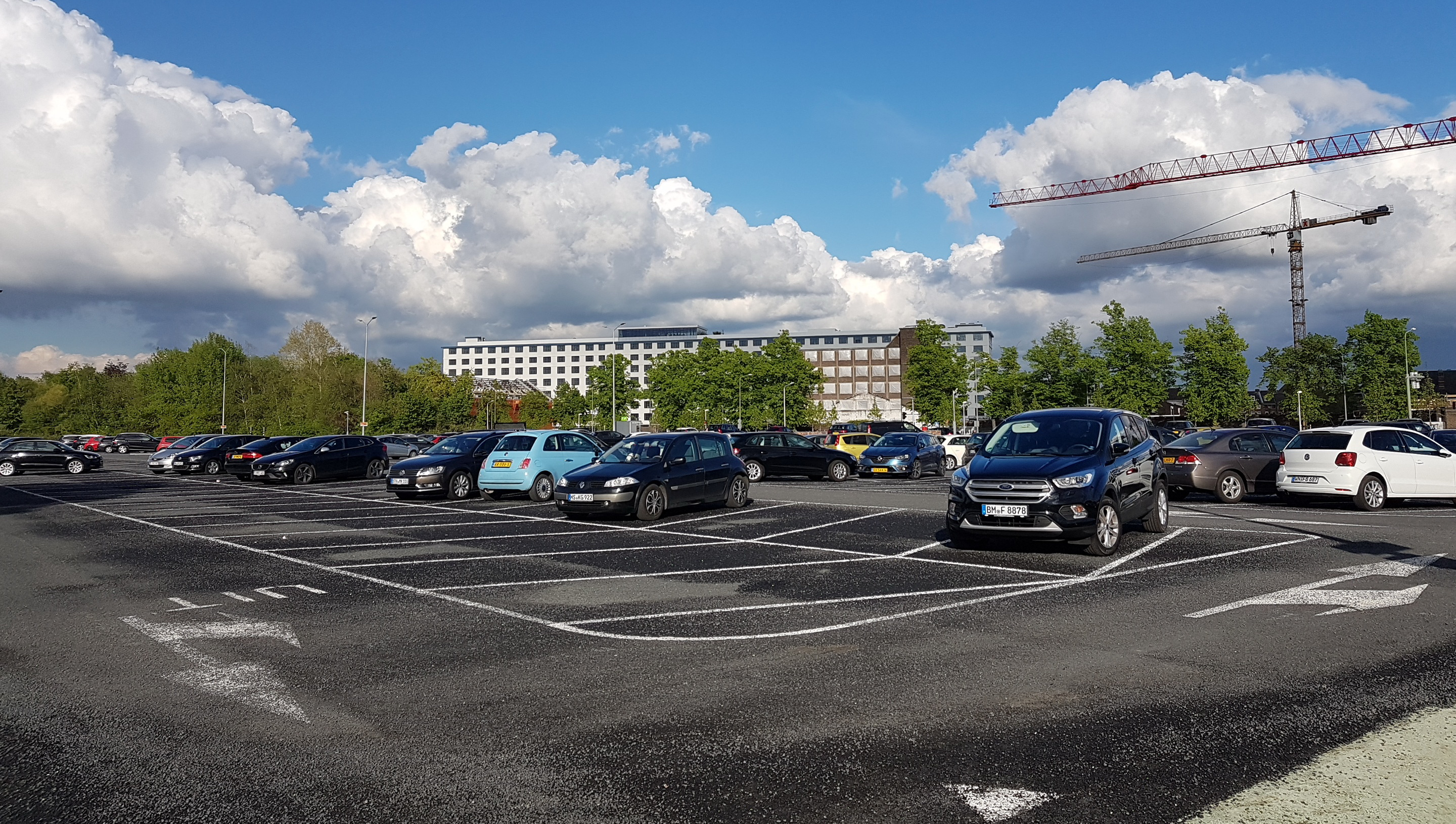
Parkeerterrein

### Oostzijde: industrieel erfgoed
Van de tweede middeleeuwse stadsmuur is in dit gebied niets meer over. De fabrieksmuur van de Sphinx is langs de Frontensingel nog grotendeels intact. De poort op de meest noordelijke punt (op de hoek van de Boschstraat) dateert volgens de jaarsteen uit 1873.
De aan de noordzijde van het Sphinxkwartier gelegen 'Kop van de Sphinx' vormt, samen met de Timmerfabriek, een monumentaal-industriële entree van de stad. Dit bouwdeel bestaat uit een vijftal gebouwen, die deels met elkaar verbonden zijn, waarvan het Poortgebouw (met de poort uit 1873) het oudste is. Het Vormenmagazijn werd in 1903 tegen de noordwestelijke fabrieksmuur aan gebouwd. Dwars door het gebouw liepen spoorlijnen voor het goederentransport. De gebouwen zijn in 2018-19 gerestaureerd en ingericht voor meubel- en designwinkel Loods 5.

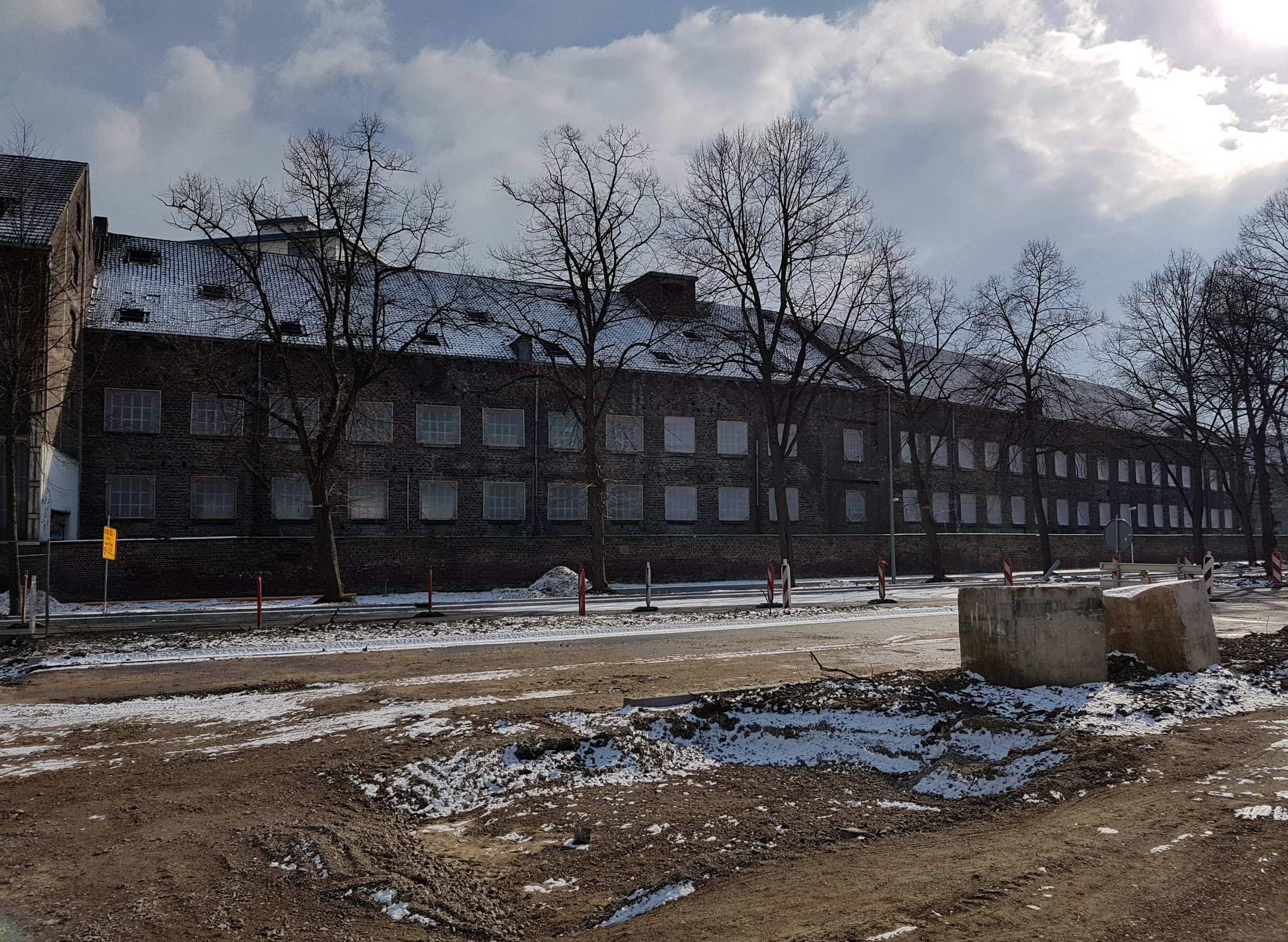
Frontensingel en Mouleurs, 2018

De gebouwen A, B en C, oorspronkelijk 'Faïencerie', tegenwoordig meestal 'Mouleurs' of 'De Belgen' genoemd, zijn voorbeelden van de Belgische fabrieksbouwstijl, zoals die ook in steden als Luik, Namen en Hasselt te vinden is. Het zijn langgerekte 'schuren' met muren van donkere baksteen met klaverbladvormige muurankers en een gemetselde sierlijst onder de dakrand. Gebouw A en het dwars daarop geplaatste gebouw B dateren uit 1875; gebouw C, aan de noordkant, uit 1885. Ook deze gebouwen zijn in 2018 en 2019 gerestaureerd en in gebruik genomen door Loods 5.
De Brikkenbouw kwam eveneens in 1875 tot stand en bestond oorspronkelijk uit twee gewelfde verdiepingen. In dit gebouw werden bakstenen ('brikken') gemaakt. In 1926 werd het gebouw vergroot door de toevoeging van vier etages in gewapend beton. Door de sloop van de omliggende fabriekshallen is het nu een vrijstaand industrieel monument te midden van de nieuwbouw in Sphinx-Zuid. De Brikkenbouw is na restauratie en uitbreiding met een nieuwbouwvolume in gebruik genomen door de koffiebrander en theehandel Blanche Dael.

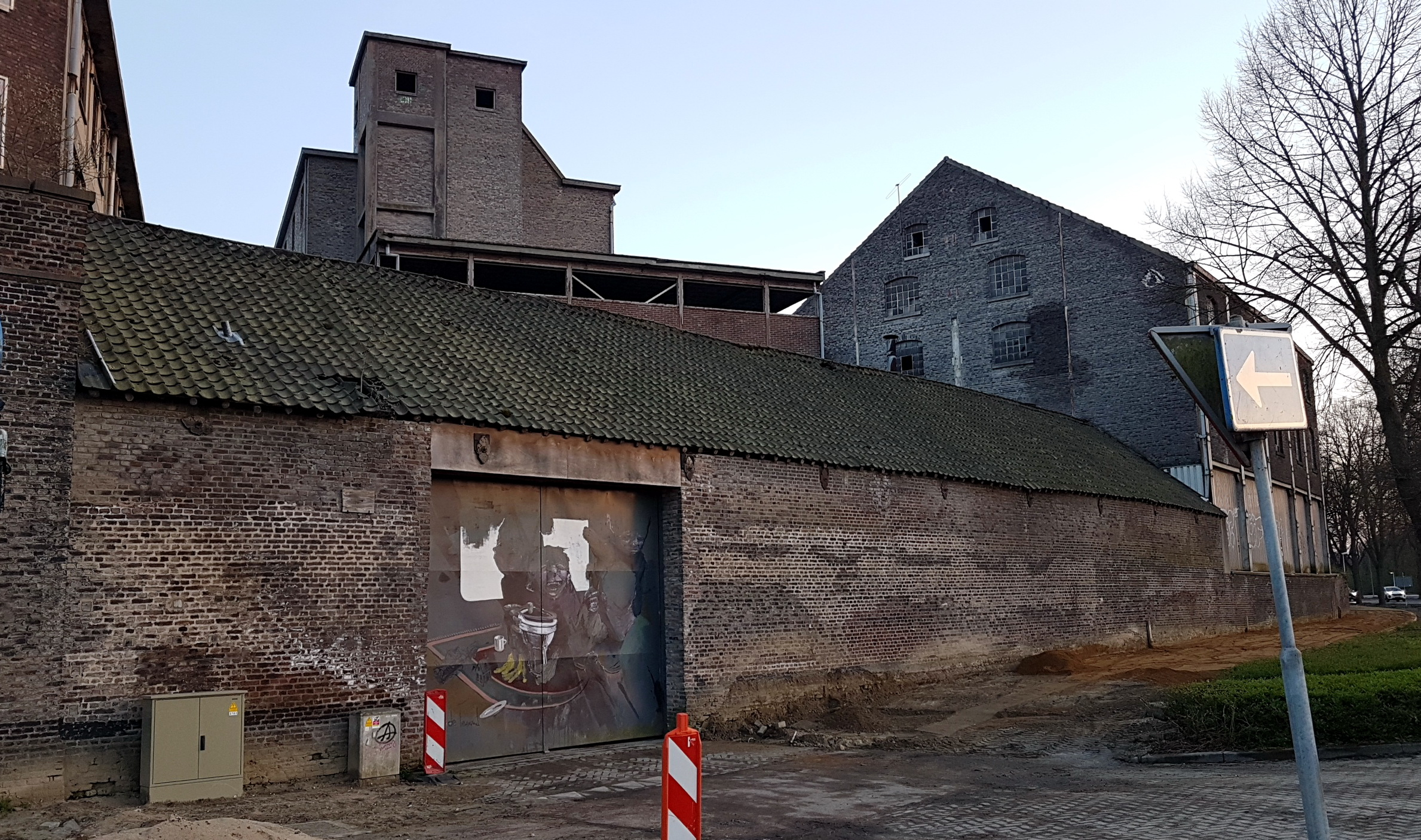
Kop van de Sphinx met vormenmakerij (rechts)
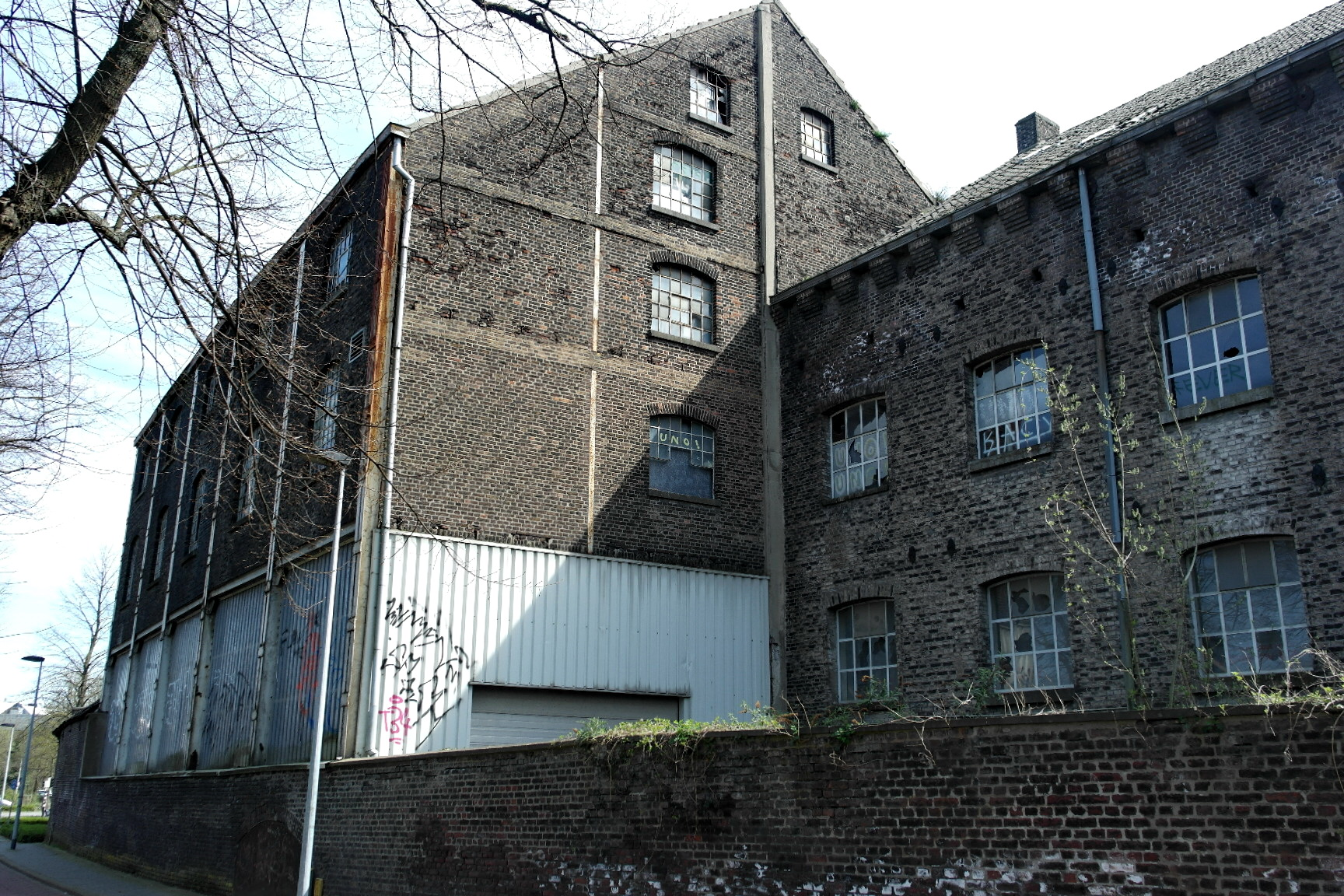
Vormenmakerij en gebouw C
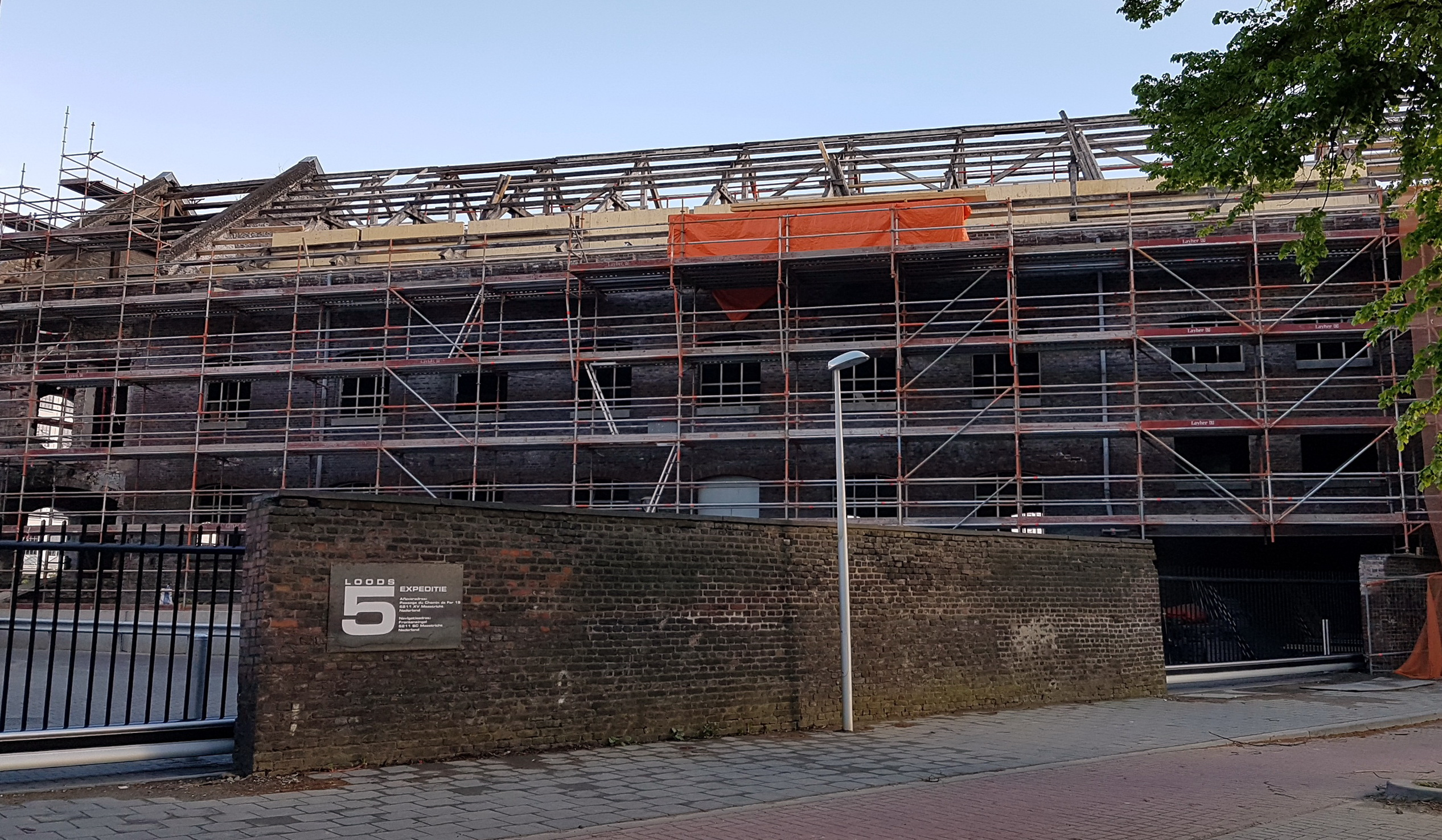
Fabrieksmuur en restauratie gebouw B
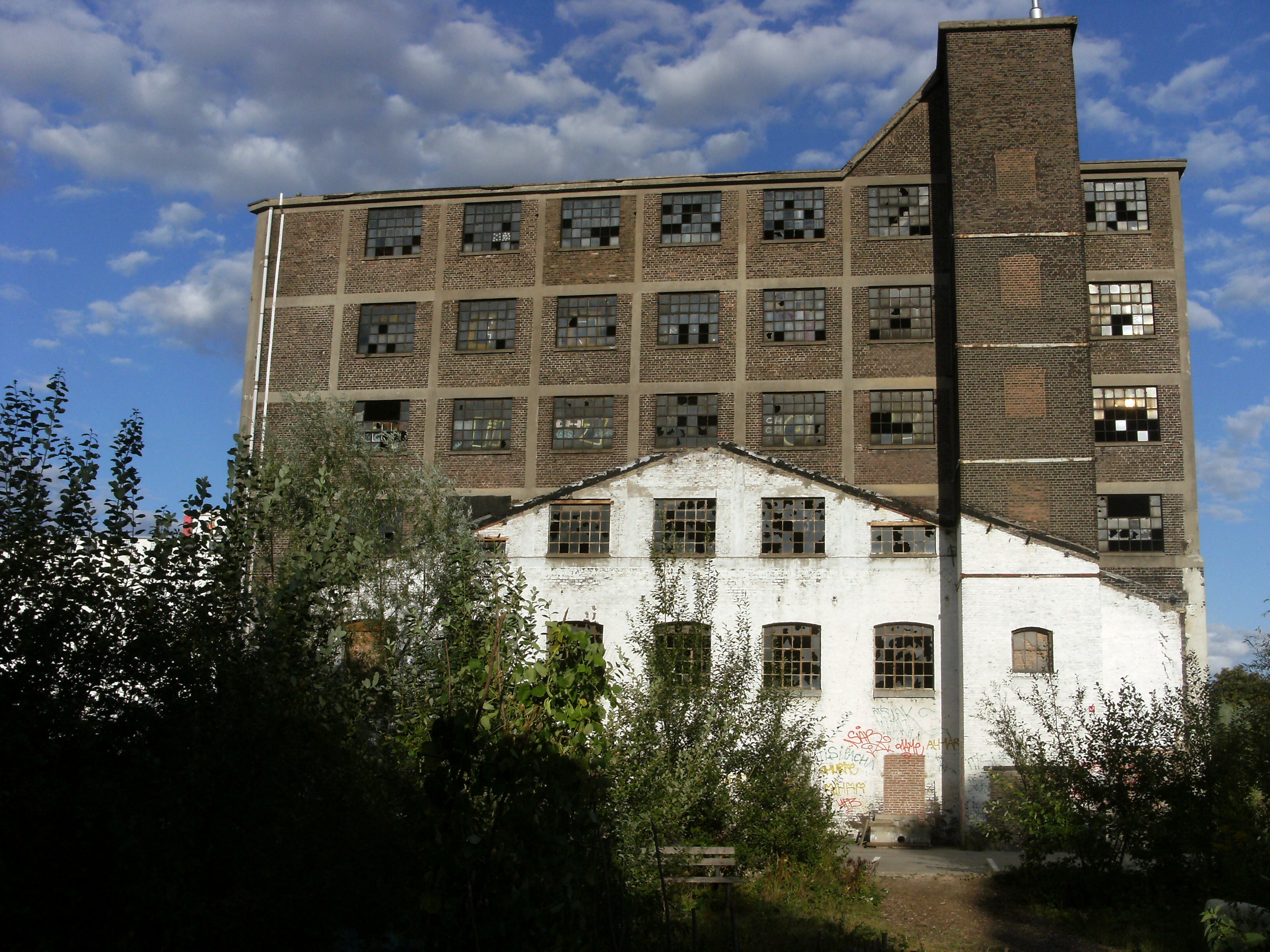
Brikkenbouw vanuit het westen